# Gullvivefjäril
Gullvivefjäril (Hamearis lucina) är en fjärilsart i familjen metallmärken, men som tidigare placerades i familjen juvelvingar. Vingspannet varierar mellan 25 och 29 millimeter.

## Beskrivning

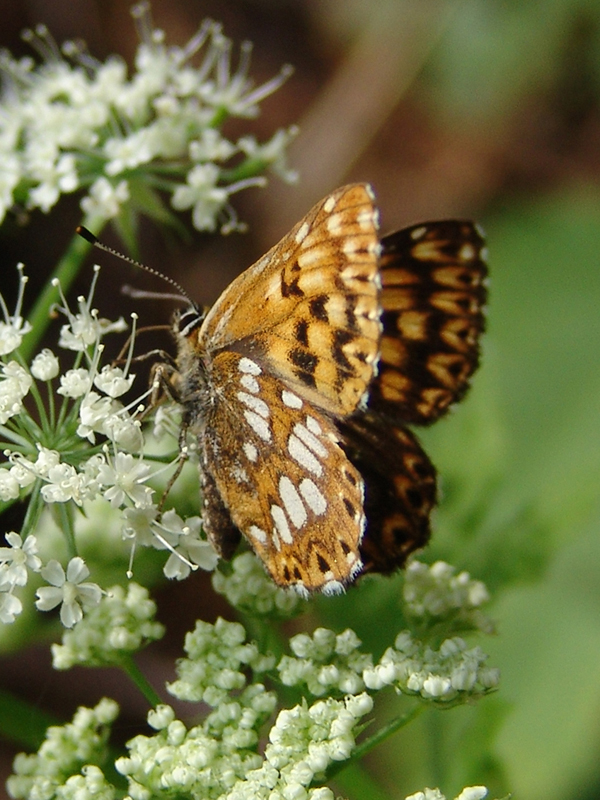
Den ljusare undersidan på gullvivefjärilen.

Honan och hanen är mycket lika varandra, ibland är honan lite ljusare. Ovansidan är brun med gulorange fläckar som är ganska stora och sitter ganska tätt. Undersidan är ljusare och har stora vita fläckar på bakvingen. Larven är hårig, brun med små svarta prickar i smala linjer och blir upp till 15 millimeter lång.

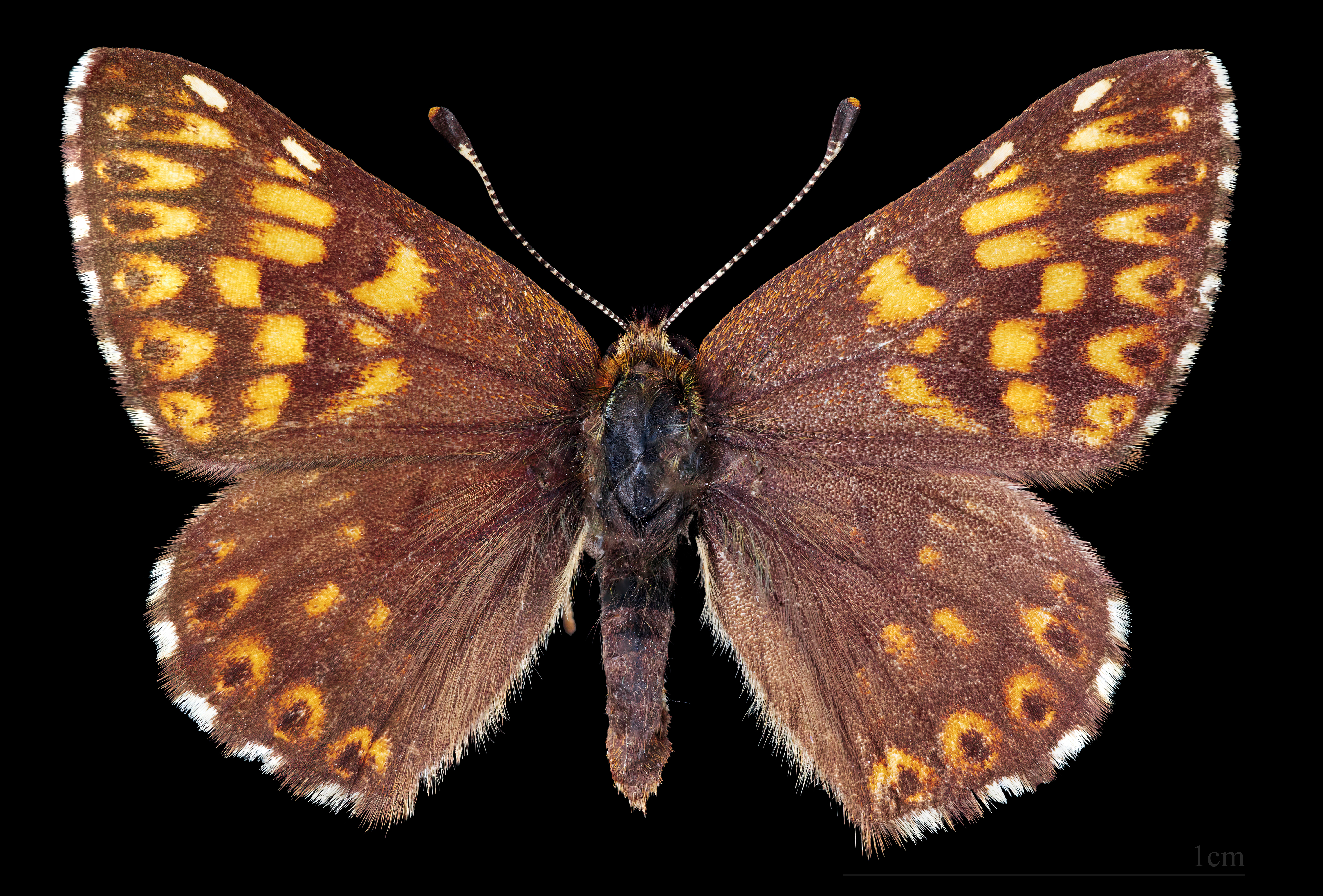
Hamearis lucina ♂
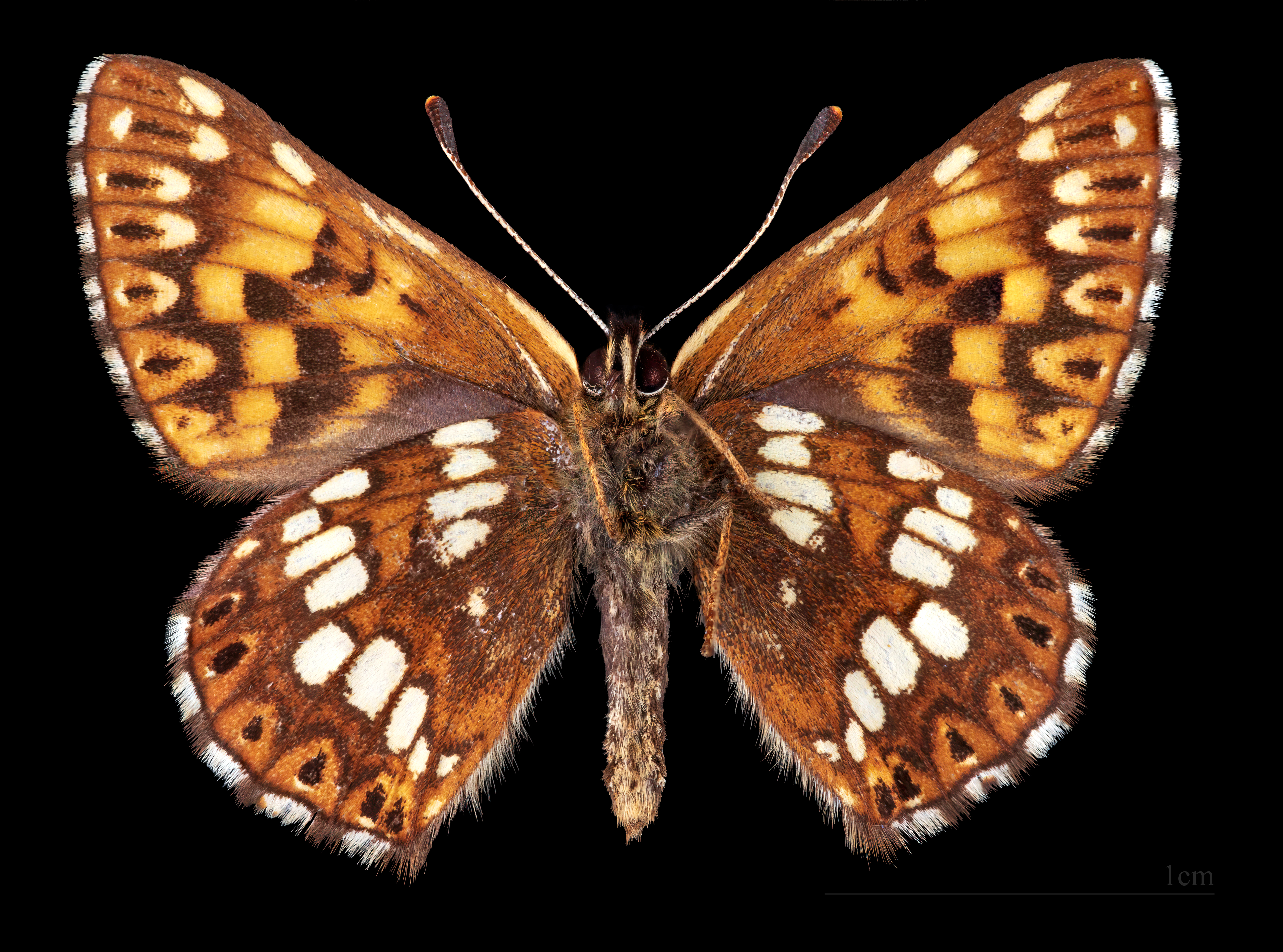
Hamearis lucina ♂   △
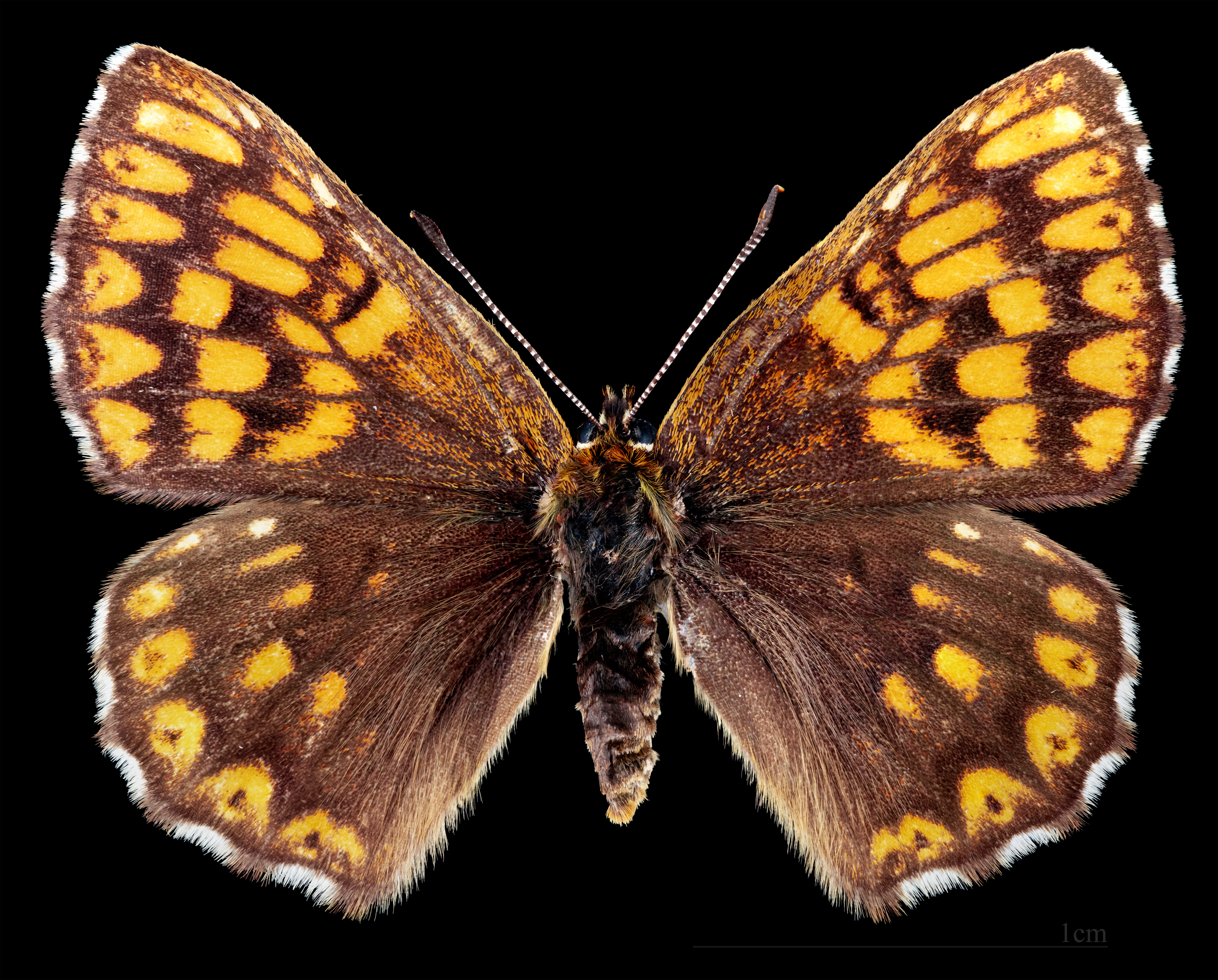
Hamearis lucina ♀

## Levnadssätt
Värdväxter för gullvivefjärilen är gullviva och andra arter i vivesläktet. Äggen läggs vanligen på undersidan av vivebladen och kläcks efter 10-20 dagar. Äldre larver gömmer sig på marken på dagen och äter endast på natten. Under juli och augusti sker förpuppningen och puppan övervintrar.
Fjärilens flygtid är i maj och juni. I södra Europa kan den ibland få en andra generation som flyger i augusti och september.

## Utbredning
Gullvivefjärilens utbredningsområde är i centrala och södra Europa och i Turkiet. I Sverige förekommer den i sydöst, från Skåne till Mälardalen, främst i södra Kalmar län, på Öland och i Östergötland. Den saknas helt i övriga nordiska länder. Den behöver en miljö där det finns gott om värdväxter (vivor), helst i gles lövskogsmiljö med omväxlande skugga och solbelysta gläntor. Detta slag av miljö har under senare tid alltmer försvunnit, bland annat på grund av granplantering. Därför har antalet gullvivefjärilar och deras utbredning i Sverige minskat och den anges vara Sårbar (VU) på den svenska rödlistan. I andra europeiska länders rödlistor anges den som Hotad i Lettland, Sårbar (VU) i Tyskland, Belgien och Polen och Försvunnen (RE) i Danmark och Litauen.